# Челухуей
Челухуей (IV ст.) — 2-й вождь жужанів.

## Життєпис
Син Мугулюя. За часів панування батька уславився своєю звитягою у боях. Після смерті останнього спадкував владу. Продовжував визнавати зверхність держави Рання Лян, якій сплачував данину кіньми, хутром, шкірами. Надалі визнав зверхність держави Дай.
Водночас зміцнив жужанський племінний союз, чому сприяв мир з усіма сусідами. Але союз продовжував залишатися кочовим, переміщувався з півночі на південь пустелею Гобі. Сам Челухуей за традицією мав літню й зимову ставки. Розвивав торгівлю з китайськими державами. Йому спадкував син Тунугуй.